# Strigoderma nodulosa
Strigoderma nodulosa är en skalbaggsart som beskrevs av Ohaus 1902. Strigoderma nodulosa ingår i släktet Strigoderma och familjen Rutelidae. Inga underarter finns listade i Catalogue of Life.